# Mansionarius

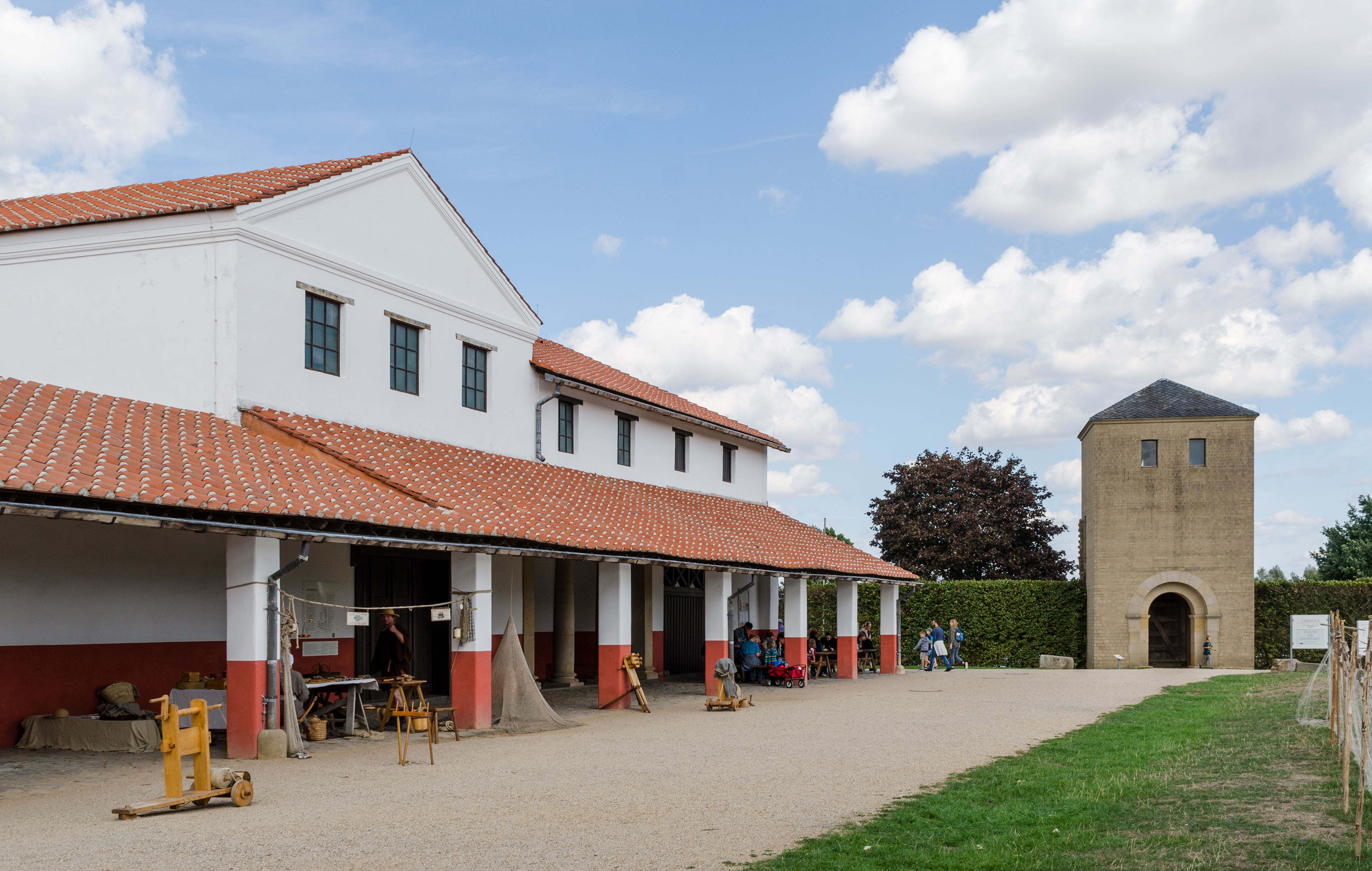
Reconstrucció d'una mansio de la Colonia Ulpia Traiana.

Un mansionarius era un oficial romà que, a l'antiga Roma, gestionava i supervisava una mansio, edificis que repartits al llarg de tota la xarxa viària de calçades de l'imperi, feien d'allotjament, posada i estació de manteniment, refresc i reposició de carros i cavalls dels viatgers.
Posteriorment amb l'arribada del cristianisme el mateix terme es va emprar per un càrrec eclesiàstic o al servei d'un rei.

## Elsmansionariusd'Orient
A les rutes terrestres que l'Imperi romà mantenia amb l'Orient també era tradició construir-hi mansiones, però allà rebien el nom grec de katàlisis (κατάλυσις) o katagogé (καταγωγῆ), segons l'historiador Heròdot. Actualment es coneixen amb el nom de caravanserralls. Hi havia 111 mansiones en la ruta entre Sardes i Susa. Com a occident, eren construïdes a càrrec de l'estat i no s'hi podien fer estades llargues, només una nit o el temps suficient per abeurar i donar descans als cavalls o els camells.